# Чёрный скорпион (фильм, 1995)
«Чёрный скорпион» (англ. Black Scorpion) — американский художественный фильм.
Премьера состоялась 12 августа 1995 года.
В 1997 году вышло продолжение фильма — «Черный скорпион 2: В эпицентре взрыва», в 2001 — одноимённый сериал.

## Сюжет
Отца Дарси Уолкер уволили из полиции, когда в перестрелке с бандитами он случайно застрелил человека. 18 лет спустя ситуация повторилась с самой Дарси — её вышвырнули из полиции за то, что она осмелилась поднять руку на коррумпированного прокурора. Тогда Дарси берет правосудие в свои руки. Вспомнив легенду о Чёрном скорпионе, рассказанную в детстве отцом, Дарси создаёт себе из латекса костюм скорпиона. В распоряжении воительницы-одиночки есть полицейское радио, через которое она ловит сообщения о совершаемых преступлениях и старается прибыть на место быстрее полиции.

## В ролях
- Джоэн Северэнс — Дарси Уолкер, Чёрный скорпион
- Брюс Эбботт — Майкл Руссо
- Гарретт Моррис — Аргиль
- Рик Россович — лейтенант Стэн Уолкер
- Стивен Ли — капитан Стриклэнд
- Терри Вон — Вероника / Тендер Ловин
- Майкл Уайзман — Хаксау
- Эшли Пелдон — маленькая Дарси
- Брэд Тэтум — Разор
- Стивен Кравиц — Слаггер
- Дэррил Белл — E-Z Стрит
- Кейси Семашко — доктор Годдард
- Джон Сандерфорд — Альдридж
- Мэтт Рой — мэр Арти Уорт
- Кимберли Робертс — медсестра
- Рандалл Широ Идейши — Тонг Лидер
- Кайл Фредерикс — Ордерли

## Съёмочная группа
- Автор сценария: Крэйг Невиус
- Режиссёр: Джонатан Уинфри
- Продюсер: Майк Эллиотт
- Оператор: Джефф Джордж
- Композитор: Кевин Кайнер
- Художники: Эрик Кан и Аарон Майс
- Монтаж: Том Петерсен и Гуинет Гибби
- Костюмы: Майкл Барнетт
- Декорации: Синтия Анн Слагтер
- Кастинг: Жан Глазер
- Исполнительные продюсеры: Роджер Корман и Лэнс Роббинс